# Entosthodon stenophyllus
Entosthodon stenophyllus là một loài Rêu trong họ Funariaceae. Loài này được Fedosov & Ignatova mô tả khoa học đầu tiên năm 2010.